# Charles Épalle
Charles Épalle, né le 8 mars 1924 à Monaco et mort le 24 avril 2008 à Tournan-en-Brie, est un athlète français.

## Carrière
Charles Épalle est sacré champion de France du triple saut en 1948 à Paris. 
Il est ensuite éliminé en qualifications du triple saut masculin aux Jeux olympiques d'été de 1948 à Londres. 